# Holoptelea
Genre
Holoptelea Planch. est un genre de plantes à fleurs de la famille des Ulmaceae.

## Liste d'espèces
Selon Catalogue of Life (7 février 2018) :
- Holoptelea grandis (Hutch.) Mildbr., Afrique tropicale

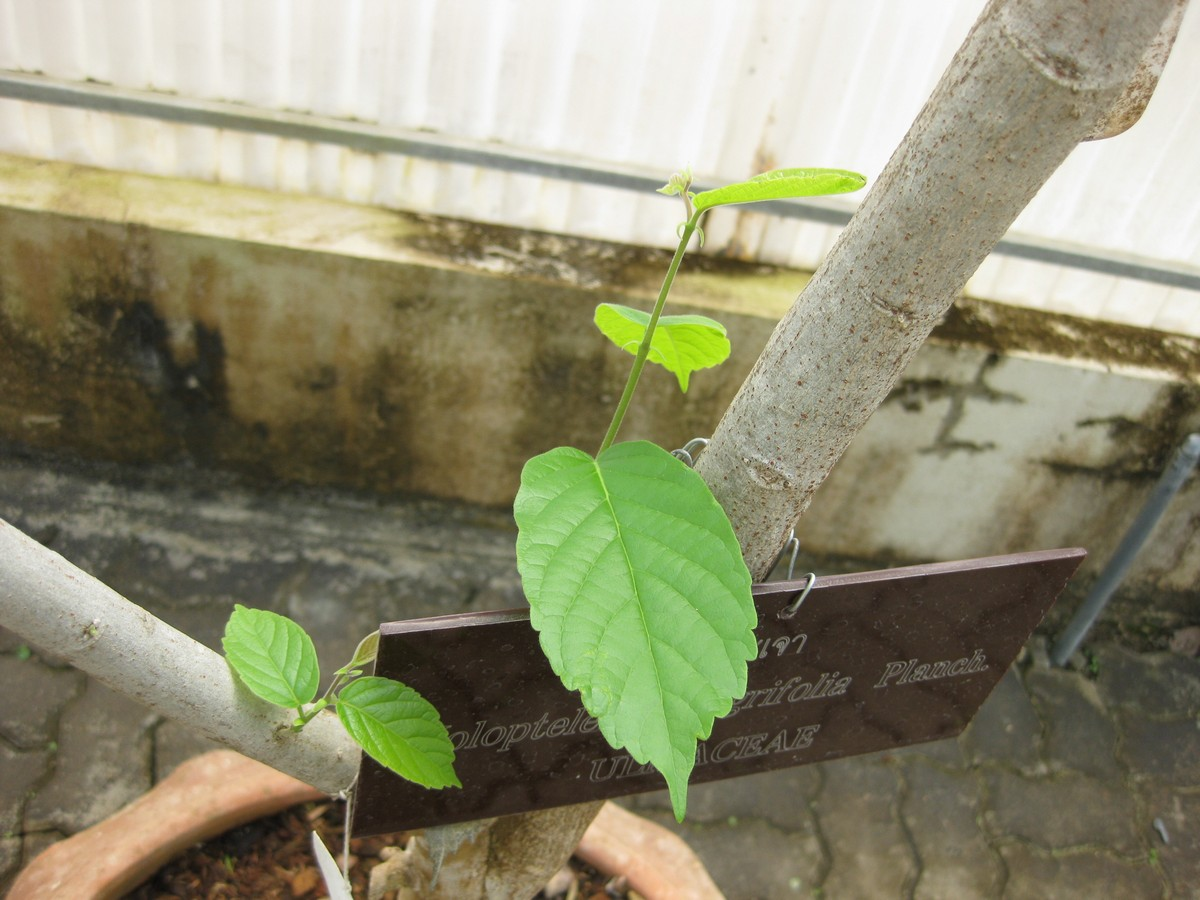
Holoptelea integrifolia, au Jardin botanique de la reine Sirikit, en Thaïlande.

- Holoptelea integrifolia (Roxb.) Planch., Asie

Selon GRIN (7 février 2018) :
- Holoptelea grandis (Hutch.) Mildbr.
- Holoptelea integrifolia (Roxb.) Planch.

Selon NCBI (7 février 2018) :
- Holoptelea integrifolia

Selon The Plant List (7 février 2018) :
- Holoptelea grandis (Hutch.) Mildbr.

Selon Tropicos (7 février 2018) (Attention liste brute contenant possiblement des synonymes) :
- Holoptelea grandis (Hutch.) Mildbr.
- Holoptelea integrifolia Planch.